# Bahnstrecke Lutzelbourg–Drulingen
| Bahnhof Lutzelbourg, Sommer 1933. Hinter dem Empfangsgebäude die Gleise der Eselbahn. |                     |                                               |                                              |
| |                     |                                               |                                              |
| Streckennummer (SNCF): | 157 000 / 158 000   |                                               |                                              |
| Kursbuchstrecke (SNCF): | 37                  |                                               |                                              |
| Streckenlänge: | 22 km               |                                               |                                              |
| Spurweite: | 1000 mm (Meterspur) |                                               |                                              |
| Maximale Neigung: | 33 ‰                |                                               |                                              |
| Minimaler Radius: | 50 m                |                                               |                                              |
| |                     |                                               |                                              |
| \| \| \| Bahnstrecke Paris–Strasbourg von Paris-Est \| \| \| \| 448,0 0,0 \| Lutzelbourg \| Lutzelbourg \| \| \| \| Bahnstrecke Paris–Strasbourg nach Strasbourg \| \| \| \| ~0,2 \| Zorn \| Zorn \| \| \| ~0,7 \| Canal de la Marne au Rhin \| Canal de la Marne au Rhin \| \| \| \| Lutzelbourg-Village \| \| \| \| ~4,9 \| D 604 (ehem. N 4) \| D 604 (ehem. N 4) \| \| \| 0,8 \| Phalsbourg (Maisons-Rouges–Phalsbourg) \| Phalsbourg (Maisons-Rouges–Phalsbourg) \| \| \| 0,0 5,8 \| Phalsbourg-Maisons-Rouges \| Phalsbourg-Maisons-Rouges \| \| \| \| Bahnbetriebswerk Maisons-Rouges \| \| \| \| ~5,8 \| A 4 \| A 4 \| \| \| ~6,1 \| LGV Est européenne \| LGV Est européenne \| \| \| ~7,1 \| Steinbruch Vilsberg \| Steinbruch Vilsberg \| \| \| ~7,2 \| Nesselbach \| Nesselbach \| \| \| ~7,7 \| Vilsberg \| Vilsberg \| \| \| \| Berling \| \| \| \| ~11,8 \| Zinsel du Sud \| Zinsel du Sud \| \| \| ~12,1 \| Graufthal (Spitzkehrenbahnhof) \| Graufthal (Spitzkehrenbahnhof) \| \| \| ~13,0 \| Département Moselle / Bas-Rhin \| Département Moselle / Bas-Rhin \| \| \| \| Hangviller \| \| \| \| ~14,7 \| Bust \| Bust \| \| \| ~17,2 \| Siewiller \| Siewiller \| \| \| ~19,8 \| Drulingen-Est \| Drulingen-Est \| \| \| ~19,9 \| D 15 (ehem. N 61) \| D 15 (ehem. N 61) \| \| \| ~20,9 \| Bahnstrecke Réding–Diemeringen von Réding \| Bahnstrecke Réding–Diemeringen von Réding \| \| \| ~20,9 \| Isch \| Isch \| \| \| ~21,6 \| D 15 (ehem. N 61) \| D 15 (ehem. N 61) \| \| \| ~22,0 19,6 \| Drulingen \| Drulingen \| \| \| \| Bahnstrecke Réding–Diemeringen n. Diemeringen \| \| |                     |                                               |                                              |
| |                     | Bahnstrecke Paris–Strasbourg von Paris-Est    |                                              |
| Bahnhof · U-Bahn-Kopfbahnhof Streckenanfang | 448,0 0,0           | Lutzelbourg                                   | Lutzelbourg                                  |
| Strecke nach rechts · U-Bahn-Strecke |                     | Bahnstrecke Paris–Strasbourg nach Strasbourg  | Bahnstrecke Paris–Strasbourg nach Strasbourg |
| U-Bahn-Brücke über Wasserlauf (Strecke außer Betrieb) | ~0,2                | Zorn                                          | Zorn                                         |
| U-Bahn-Brücke über Wasserlauf (Strecke außer Betrieb) | ~0,7                | Canal de la Marne au Rhin                     | Canal de la Marne au Rhin                    |
| U-Bahn-Haltepunkt / Haltestelle (Strecke außer Betrieb) |                     | Lutzelbourg-Village                           | Lutzelbourg-Village                          |
| U-Bahn-Bahnübergang (Strecke außer Betrieb) | ~4,9                | D 604 (ehem. N 4)                             | D 604 (ehem. N 4)                            |
| U-Bahn-Kopfbahnhof Streckenanfang und quer (Strecke außer Betrieb) · U-Bahn-Abzweig geradeaus und von rechts (Strecke außer Betrieb) | 0,8                 | Phalsbourg (Maisons-Rouges–Phalsbourg)        | Phalsbourg (Maisons-Rouges–Phalsbourg)       |
| U-Bahn-Bahnhof (Strecke außer Betrieb) | 0,0 5,8             | Phalsbourg-Maisons-Rouges                     | Phalsbourg-Maisons-Rouges                    |
| U-Bahn-Abzweig geradeaus und nach links (Strecke außer Betrieb) |                     | Bahnbetriebswerk Maisons-Rouges               | Bahnbetriebswerk Maisons-Rouges              |
| | ~5,8                | A 4                                           | A 4                                          |
| | ~6,1                | LGV Est européenne                            | LGV Est européenne                           |
| U-Bahn-Abzweig geradeaus und nach links (Strecke außer Betrieb) | ~7,1                | Steinbruch Vilsberg                           | Steinbruch Vilsberg                          |
| U-Bahn-Brücke über Wasserlauf (Strecke außer Betrieb) | ~7,2                | Nesselbach                                    | Nesselbach                                   |
| U-Bahn-Haltepunkt / Haltestelle (Strecke außer Betrieb) | ~7,7                | Vilsberg                                      | Vilsberg                                     |
| U-Bahn-Bahnhof (Strecke außer Betrieb) |                     | Berling                                       | Berling                                      |
| U-Bahn-Brücke über Wasserlauf (Strecke außer Betrieb) | ~11,8               | Zinsel du Sud                                 | Zinsel du Sud                                |
| U-Bahn-Kopfbahnhof Streckenanfang und quer (Strecke außer Betrieb) · U-Bahn-Abzweig nach rechts und von rechts (Strecke außer Betrieb) | ~12,1               | Graufthal (Spitzkehrenbahnhof)                | Graufthal (Spitzkehrenbahnhof)               |
| U-Bahn-Grenze (Strecke außer Betrieb) | ~13,0               | Département Moselle / Bas-Rhin                | Département Moselle / Bas-Rhin               |
| U-Bahn-Haltepunkt / Haltestelle (Strecke außer Betrieb) |                     | Hangviller                                    | Hangviller                                   |
| U-Bahn-Bahnhof (Strecke außer Betrieb) | ~14,7               | Bust                                          | Bust                                         |
| U-Bahn-Bahnhof (Strecke außer Betrieb) | ~17,2               | Siewiller                                     | Siewiller                                    |
| U-Bahn-Bahnhof (Strecke außer Betrieb) | ~19,8               | Drulingen-Est                                 | Drulingen-Est                                |
| U-Bahn-Bahnübergang (Strecke außer Betrieb) | ~19,9               | D 15 (ehem. N 61)                             | D 15 (ehem. N 61)                            |
| U-Bahn-Strecke · Strecke nach halbrechts und von links | ~20,9               | Bahnstrecke Réding–Diemeringen von Réding     | Bahnstrecke Réding–Diemeringen von Réding    |
| U-Bahn-Brücke über Wasserlauf | ~20,9               | Isch                                          | Isch                                         |
| | ~21,6               | D 15 (ehem. N 61)                             | D 15 (ehem. N 61)                            |
| U-Bahn-Kopfbahnhof Streckenende · Bahnhof | ~22,0 19,6          | Drulingen                                     | Drulingen                                    |
| |                     | Bahnstrecke Réding–Diemeringen n. Diemeringen |                                              |

Die Bahnstrecke Lutzelbourg–Drulingen (im Volksmund: Eselbahn) war eine 22 km lange Meterspur-Sekundärbahnverbindung zwischen dem lothringischen Lutzelbourg und Drulingen im Elsass, heute Region Grand Est, in Frankreich. Eine Stichstrecke führte in den Ortskern von Phalsbourg. Die Strecke wurde zuletzt von der SNCF betrieben und 1953 aufgegeben. Heute sind kaum noch Spuren der ehemaligen Trasse sichtbar.

## Geschichte
Gründe für den Bau der Strecke waren der Transport der Abbauprodukte des Steinbruchs bei Vilsberg und die Erschließung der Garnisonsstadt Phalsbourg.
Zunächst ging am 1. September 1883 der 5,8 km lange, südliche Teil zwischen Lutzelbourg und Phalsbourg in Betrieb. Konzessionärin war die Rappoltsweiler Straßenbahn-Gesellschaft (RSB), deren Kernbetrieb seit 1879 die Bahnstrecke Ribeauvillé–Ribeauvillé-Gare war. Gleichzeitig mit der Eröffnung ging eine 810 Meter lange Stichstrecke in den Ortskern Phalsbourg in Betrieb die von der „Hauptstrecke“ im Bahnhof Phalsbourg-Maison-Rouges abzweigte.
1889 wurde der Betrieb von der Pfalzburger Straßenbahngesellschaft (Pf.Str.B.) übernommen und schon zwei Jahre später, am 11. Mai 1891 von der Reichseisenbahnen in Elsaß-Lothringen (EL) aufgekauft. Diese verlängerte die Strecke nach Norden zunächst bis Graufthal und von dort weiter bis Drulingen-Ost, insgesamt 14,3 km, sodass bis 1903 etwa 20 km Schienenstrang in Betrieb waren plus die Stichstrecke nach Phalsbourg.
1913 wurde die Strecke von Drulingen-Ost um 2 km bis zum im Bau befindlichen Normalspurbahnhof von Drulingen an der Bahnstrecke Réding–Diemeringen verlängert. Die Schmalspurbahn nahm ihren Betrieb hierhin noch vor der normalspurigen Eisenbahn auf.

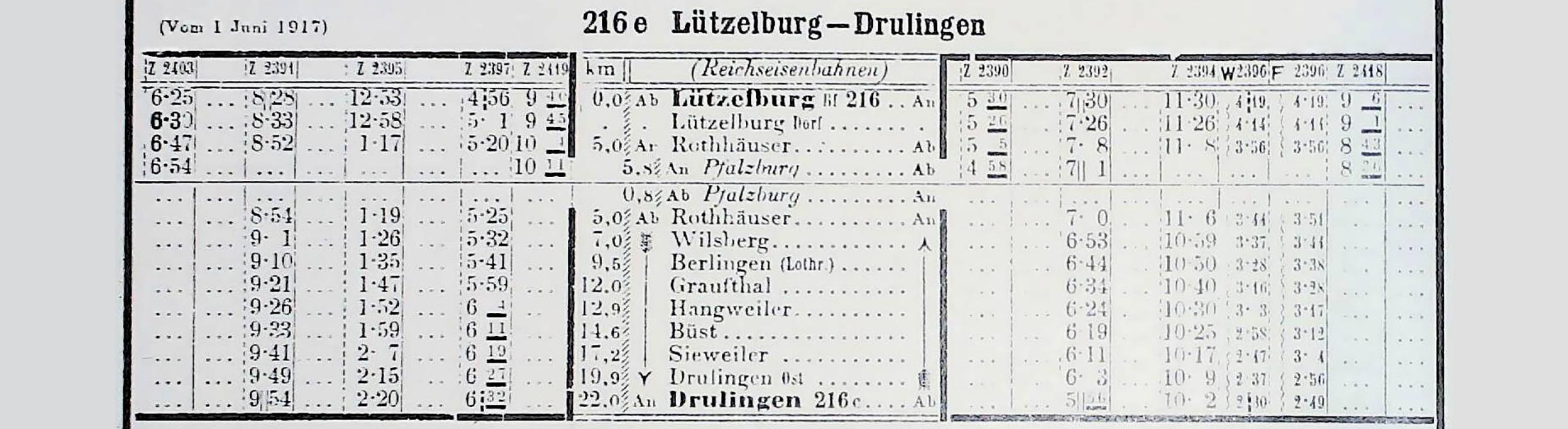
Sommerfahrplan 1917 unter der Verwaltung der Reichseisenbahnen in Elsaß-Lothringen (EL)
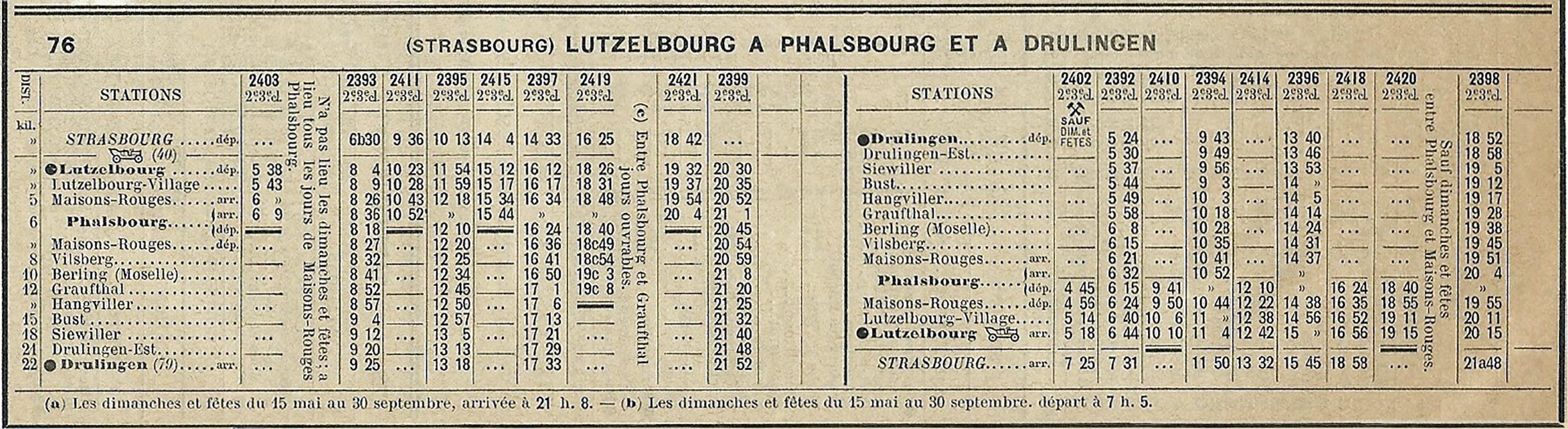
Sommerfahrplan 1932 Lutzelbourg–Drulingen via Phalsbourg

Ab 1919 – das Reichsland Elsaß-Lothringen war nach dem Ersten Weltkrieg an Frankreich zurückgefallen – verwaltete die französische Nachfolgegesellschaft der EL, die Administration des chemins de fer d’Alsace et de Lorraine (AL), die Strecke und ab 1938 bis zu ihrer Stilllegung die französische Staatsbahn SNCF.

## Infrastruktur
In Maisons-Rouges befand sich das Bahnbetriebswerk (BW) der Bahn. Dazu gehörte auch eine Lokschuppen mit fünf Gleisen. Organisatorisch gehörte es zum BW Saverne.
Der Bahnhof Graufthal war als Spitzkehre angelegt.

## Betrieb
Alle Personenzüge verkehrten mit der 2. und 3. Klasse und hielten an allen Stationen. Im Sommerfahrplan 1932 sind bei einer Fahrzeit von 80 bis 85 Minuten vier durchgehende Fahrten und vier bis/ab Phalsbourg angegeben sowie eine bis/ab Graufthal.
1939 besaß die Bahn acht Dampflokomotiven, fünf davon waren (T 37).
Bis 1949 fand auf der Strecke Personenbeförderung statt, bis 1953 Güterverkehr.